# 钱仁凤投毒案
钱仁凤投毒案（又称巧家县幼儿园投毒案）是于2002年2月22日在中国云南省昭通市巧家县发生的一起中毒（投放危险物质）的案件，也是一起冤案。
2002年2月22日下午，云南省昭通市巧家县“星蕊宝宝园”的3名孩子出现呕吐症状，后该幼儿园园长朱梅之父朱明华到公安机关报案。朱明华称当时侯磊精神不好，起初以为是感冒，便冲给他喝了糖水，但没有好转，于是便将侯磊以及另外两名出现不良反应的儿童送进医院。后警方发现幼儿园内藏有0.5ml含有毒鼠强成分的液体。3月25日下午，钱仁凤因投放危险物质而被逮捕，之后被判处无期徒刑，但她坚称蒙冤，否认其有犯罪，一直在狱中申诉。在经过再审程序后，2015年12月21日，云南省高级人民法院宣判钱仁凤无罪并当庭释放。
因该案影响巨大，该案已经写入2015年最高法和最高檢的工作報告。

## 涉案人员

### 当事人
该案的当事人为钱仁凤（本名錢仁風，又名錢仁研），1984年生，云南昭通巧家县人，農民，原住雲南省巧家縣崇溪鄉南團村錢梁社。2001年9月，经人推荐前往“星蕊宝宝园”做保姆，负责2-4岁儿童的监管，同时帮助做饭。

### 受害人
该案的受害人共有三人，分别是一个名为侯磊以及另外两名儿童（姓名不详）。

## 案件经过

### 案发过程
2002年2月22日17点，“星蕊宝宝园”园长朱梅之父朱明华到公安机关报案，称当日下午三点，2岁多的侯磊在睡完午觉起床后，他和朱梅发现侯磊的精神不好，以为是感冒，于是给宝宝冲了碗糖水喝，喝完发现症状仍然没有好转，便将侯磊以及另外两名儿童送进医院。一个半小时后，侯磊经抢救无效死亡，另两名儿童脱险。当日下午，朱梅及父母、钱仁凤被带到巧家县公安局做询问笔录。在笔录中称，事发前，14名托管的幼儿一起吃完午饭，没有出现异常；而在下午3点，钱仁凤热了一些剩饭给午睡醒来后的小孩吃。在笔录中，钱仁凤还具体点出加餐的孩子的名字。2月25日，巧家县公安局将钱仁凤列为嫌疑人，并监视居住。
根据巧家县公安局法医出具的检验报告显示，他们在星蕊宝宝园厨房内存放的食物中检出毒鼠强成分；3月11日，钱仁凤在审讯中修正了毒鼠强的颜色，将其描述为“白色塑料瓶装的黄色液体”，后经巧家警方确认。警方后来认定钱仁凤因与幼儿园园长不和而投毒。3月25日下午，钱仁凤因投放危险物质而被逮捕。

### 审判
投毒案案发后的7个月，昭通市中级人民法院对此案进行不公开审理。根据刑事判决书上显示，因钱仁凤作案时未满18周岁，故依法从轻处罚。钱仁凤因犯投放危险物质罪被判处无期徒刑。宣判后的两个月，钱仁凤的代理律师以“事实证据不足、遭遇警方刑讯逼供”为由上诉。随后云南省高院以“事情清楚、被告已认罪，定罪准确、量刑适当”为由，驳回了钱仁凤的上诉。钱仁凤后来在云南昆明某女子监狱服刑。

### 申诉
自从钱仁凤开始服刑以来，她曾多次委托律师申诉，坚称自己无罪。2010年4月9日，云南省行动律师事务所的律师到该监狱进行法律援助，而该律师所律师杨柱接手钱仁凤的投毒案申诉。同年9月7日，钱仁凤和父亲委托杨柱，对当年的投毒案进行调查取证和申请再审。而在2011年，杨柱代表钱仁凤向云南省高院提交了再审申请书。同年12月16日，云南省高院认为，原判定罪准确，量刑适当，审判程序合法驳回了钱仁凤的再审申请书。根据媒体报道，钱仁凤投毒的药瓶、注射器、切开药瓶口的菜刀上，都没有发现钱仁凤的指纹；而口供笔录并非直接证据。此外，杨柱律师在钱仁凤的卷宗材料里发现，她的第一份认罪笔录和辨认笔录上都伪造了其签名，而其他的笔录都是由钱仁凤本人签字的。云南省检察院司法鉴定中心的鉴定结论显示，钱仁风当年的3份有罪供述系当年的侦查人员蒋成林、杨时毅代签，2份辨认笔录系侦查人员李天福代签，代签原因均未予说明。  而该案存在作案动机存疑、警察鉴定存疑、司法程序漏洞、作案理由不实和涉嫌渎职五大存疑。
2013年7月29日，云南省人民检察院调取了钱仁凤投毒案的全部卷宗，正式立案复查。

### 再审
2015年5月4日，云南省人民检察院向云南省高级人民法院发出《再审检察建议书》，认为此案“事实不清，证据不足”而建议再审。9月29日，该案在云南省高院开庭再审；12月21日，云南省高级人民法院宣判钱仁凤无罪并当庭释放。2016年2月27日，钱仁凤離開雲南，乘坐飛機赴廣州打工。

### 申请国家赔偿
2016年6月1日，钱仁凤向云南省高院申请国家赔偿，索赔金额共计955万余元人民币，包括人身自由赔偿、精神损失赔偿和历年来伸冤费用赔偿。6月6日，云南省高院正式受理钱仁凤的赔偿申请，并向赔偿请求人钱仁凤送达《受理案件通知书》。7月8日，云南省高院对钱仁凤提起的国家赔偿申请进行听证，在听证会上，云南省高院副院长田成有向钱仁风公开赔礼道歉。
2016年8月9日，云南省高级人民法院举行钱仁凤申请国家赔偿案新闻发布会，宣布决定对钱仁凤被错判入狱近14年赔偿人民币172.3857万元。

## 相关评论
《京华时报》评论称，该案的平冤改判，不是正义的终点；而新华网于2016年2月17日刊载的评论称，该案是“投向法治社会的毒”，并指出“如果司法系统内的非法因素得不到整肃，司法机制得不到补救、完善，法制机器还将继续带病、带毒运转”。
《澎湃新闻》报道，当年的三名代签笔录办案人蒋成林、杨时毅，李天福均已升职。 钱仁风的代理律师杨柱认为，此案中三人代签笔录，绝对不是偶然，应已涉嫌徇私枉法犯罪。 关于当年的办案人员是否应被追责？澎湃新闻联系云南省公安厅询问相关进展，获得回复称关于此案需经省委政法委统一安排公布相关情况，云南省检察院也拒绝了澎湃新闻的采访请求。 